# Wohn- und Wirtschaftsgebäude An der Imbäke 14
Das Wohn- und Wirtschaftsgebäude An der Imbäke 14 in Hude-Nordenholzermoor, außerhalb und südlich des Ortskernes, wurde in der Mitte des 19. Jahrhunderts gebaut.
Das Gebäude steht unter Denkmalschutz (siehe auch Liste der Baudenkmale in Hude (Oldenburg)).

## Geschichte
Das eingeschossige Zweiständer-Hallenhaus auf einer Warft in Fachwerk mit Steinausfachungen, mit reetgedecktem Krüppelwalmdach und Niedersachsengiebel mit Uhlenloch, wurde wohl um 1850 gebaut.
Weitere nicht denkmalgeschützte Nebengebäude stehen auf dem Hof.
Das Niedersächsische Landesamt für Denkmalpflege befand: „… geschichtliche Bedeutung … als beispielhaftes Fachwerkhallenhaus …“